# Tyson Etienne
Tyson Etienne, né le 17 septembre 1999 à Englewood dans le New Jersey, est un joueur américain de basket-ball évoluant aux postes de meneur et arrière. Il mesure 1,85 m.

## Biographie

### Nets de Brooklyn (depuis mars 2025)
En mars 2025, il signe un contrat two-way en faveur des Nets de Brooklyn. Son contrat two-way est prolongé à l'été 2025.

## Statistiques

### Universitaires
| Saison    | Équipe        | Matchs | Titul. | Min./m | % Tir | % 3pts | % LF | Rbds/m. | Pass/m. | Int/m. | Ctr/m. | Pts/m. |
| --------- | ------------- | ------ | ------ | ------ | ----- | ------ | ---- | ------- | ------- | ------ | ------ | ------ |
| 2019-2020 | Wichita State | 31     | 17     | 24.6   | .376  | .388   | .800 | 2.1     | 1.4     | 1.2    | .1     | 9.4    |
| 2020-2021 | Wichita State | 22     | 22     | 33.8   | .371  | .392   | .757 | 3.4     | 2.5     | 1.0    | .1     | 16.3   |
| 2021-2022 | Wichita State | 27     | 26     | 34.3   | .359  | .326   | .768 | 2.9     | 2.0     | 1.1    | .0     | 14.9   |
| Carrière  | Carrière      | 80     | 65     | 30.4   | .367  | .364   | .772 | 2.7     | 1.9     | 1.1    | .1     | 13.2   |

## Palmarès et distinctions personnelles

### Universitaires
- ACC co-Player of the Year (2021)
- First-team All-AAC (2021)
- Third-team All-AAC (2022)